# Octavio Granado
Octavio José Granado Martínez (Burgos, 9 de abril de 1959), más conocido como Octavio Granado, es un político español que ha destacado principalmente por servir en dos ocasiones como secretario de Estado de la Seguridad Social.
Su primer periodo fue con el gobierno de José Luis Rodríguez Zapatero de 2004 a 2011, y su segundo periodo en el gobierno socialista de Pedro Sánchez.
Asimismo, entre los años 2004 y 2011 fue secretario federal del PSOE de Economía y Empleo. También ha sido diputado del PSOE por Burgos y senador por designación de las Cortes de Castilla y León (1983-2001).

## Biografía
Nació en Burgos el 9 de abril de 1959. Está casado y tiene dos hijos. Es licenciado en Filosofía y Letras por la Universidad de Valladolid, y profesor de enseñanza secundaria.

### Trayectoria institucional y política
Fue miembro del Senado de España desde 1983 a 2001 en representación de las Cortes de Castilla y León, ocupando la presidencia o la portavocía del Grupo Socialista en varias Comisiones Parlamentarias: Economía, Presupuestos, Sanidad y Servicios Sociales, Especial sobre Drogas, etc. 
Dentro del PSOE ha sido hasta el año 2000 miembro de la Comisión Ejecutiva Regional de Castilla y León, y coordinador en diferentes periodos de los grupos de Financiación Autonómica, Servicios Sociales y otros. Formó parte de la Comisión Ejecutiva Federal como Secretario Federal de Economía y Empleo. 
Es autor de diversas publicaciones sobre la provisión de servicios públicos en el sistema sanitario, la financiación de la sanidad, el fracaso escolar y la inserción laboral, la financiación de las comunidades autónomas y el sistema español de seguridad social. 
Desde abril de 2004 hasta diciembre de 2011 desempeñó el cargo de secretario de Estado de la Seguridad Social en el Ministerio de Trabajo e Inmigración, cargo que vuelve a ocupar de nuevo entre junio de 2018  y enero de 2020 en el Ministerio de Trabajo, Migraciones y Seguridad Social que lideraba Magdalena Valerio.